# 극락
극락(極樂, 산스크리트어: सुखावती sukhāvatī)은 서방극락세계(西方極樂世界, Western Paradise), 극락정토(極樂淨土), 극락국토(極樂國土)을 지칭하는 말이다.

## 개요
아미타불이 있는 곳으로 서쪽으로 10만억 불국토(佛國土)를 가면 있다고 하는 이상향이다. 참된 마음으로 아미타불을 믿고 염불하면 죽어서 극락에 태어난다고 한다.

## 극락
극락(極樂)이라는 뜻은 문자그대로 해석하면 즐거움의 극치라는 뜻이다. 하지만 즐거움의 종류가 쾌락, 식욕의 즐거움, 성욕의 즐거움 등과는 다르다.
부처가 되는 공부를 하는 즐거움, 깨달음을 얻었을 때의 즐거움의 극치를 맛보는 이른바 깨끗한 즐거움을 의미하는 단어이다.
아미타불이 48대원을 세워 이룬 극락정토에는 어떤 질병과 괴로움이 없고, 수명도 끝이 없으며, 피부색 그리고 성별 등등의 구별도 없이 평안하고 청정하다. 이는 아미타불이 극락정토에 나는 중생들은 무조건 깨닫기 해주기 위하여 이뤄낸 것이다.
극락정토에는 새들도 법문을 하며 극락에 태어난 중생들을 깨닫게 해준다고 한다.

## 정토사상
타력 신앙에 바탕을 두고 있다. 불교에서는 스스로 깨달음을 얻지 못하는 존재들을 쉽게 깨닫게 해주는 부처나 보살이 있다. 이러한 부처를 구제불(救濟佛)이라고 한다.
대표적인 구제불이 극락정토에 있는 아미타불이다. 극락도 극락정토라고 하듯이 정토의 한 종류이다. 정토(淨土)는 깨끗한 땅이라는 뜻으로, 극락도 더러운 욕망이 즐거운 세계가 아니라 깨끗한 즐거움이 가득한 세계라는 의미가 된다.
그래서 아미타부처를 신봉하는 불교종파를 정토종 또는 정토교라고 한다. 일본 도쿄 아사쿠사에 있는 사찰인 센소지의 종파가 정토종이다.

### 정토 사상의 시작
불교는 믿는 재가 불자들이 스스로는 승려처럼 수행하기가 어려우니, 부처의 자비로 구원을 받고 싶다는 욕구에 의해서 시작되었다.
대한민국에서는 원광(圓光)이 처음으로 정토사상을 도입했고, 자장(慈藏)・원효(元曉)・의상(義湘)・의적(義寂)・태현(太賢)・경흥(憬興) 등으로 이어졌다.
대한민국의 대표적인 정토 승려는 원효이며, "아미타불을 10번만 외워도 극락정토에 태어날 수 있다."고 하여 정토사상을 본격적으로 펴기 시작하였다.
아울러 『삼국유사』에 전하는 많은 설화를 통해서도 당시에 유행했던 아미타신앙을 엿볼 수 있다.

### 정토의 종류
정토와 비교하여 청정하지 못한 현실세계를 이르는 말이 예토(穢土)이다.
- 아미타불 : 서방극락정토(西方極樂淨土)
- 약사여래불 : 동방정유리세계(東方淨瑠璃世界)
- 미륵불 : 도솔천
- 관세음보살 : 보타락산(普陀落山)

### 정토에 대한 <유마경>의 견해
대승경전인 『유마경』(維摩經)을 보면 "만약 보살이 정토를 얻고자 원한다면 우선 그 마음을 깨끗이 해야 한다. 마음이 깨끗하면 정토도 깨끗하다"라고 설명되어 있다.
이 뜻은 불교수행자의 마음만 청정(淸淨)하면, 그 사람이 서 있는 땅이 예토(穢土)라고 하더라도, 극락세계인 정토와 다름이 없다는 뜻이다.

### 중국의 정토사상
중국에서는 2세기경부터 정토 관계 경전이 번역되기 시작하여, 5세기경에는 거의 모든 경전이 번역되었다. 승려 선도(善導)는 『정토삼부경』을 중심으로 중국 정토교를 크게 완성시켰다.

## 같이 보기
- 정토
- 낙원
- 이상향